# 侯泰 (刑部尚书)
侯泰（？—1402年），字順懷，北直隸順德府南和縣（今河北省南和縣）人，明朝政治人物。

## 生平
其早年为薦舉起家。建文年间，担任刑部尚书。燕王朱棣起兵后，侯泰力主抵抗，并在济宁、淮安监督兵饷。南京被攻破后，侯泰行至高郵被捉，其与弟侯敬祖、子侯玘一同被杀。